# Tat'jana Skačko
Tat'jana Viktorovna Skačko (in russo Татьяна Викторовна Скачко?, tr. angl.: Tatyana Viktorovna Skachko; in ucraino Тетяна Вікторівна Скачко?, Tetjana Viktorivna Skačko; Luhans'k, 18 agosto 1954) è un'ex lunghista sovietica, vincitrice di una medaglia di bronzo ai Giochi olimpici di Mosca 1980.

## Palmarès
| Anno | Manifestazione  | Sede              | Evento         | Risultato | Prestazione | Note |
| ---- | --------------- | ----------------- | -------------- | --------- | ----------- | ---- |
| 1977 | Europei indoor  | San Sebastián     | Salto in lungo | 4ª        | 6,40 m      |      |
| 1979 | Universiadi     | Città del Messico | Salto in lungo | Bronzo    | 6,57 m      |      |
| 1980 | Europei indoor  | Sindelfingen      | Salto in lungo | 6ª        | 6,43 m      |      |
| 1980 | Giochi olimpici | Mosca             | Salto in lungo | Bronzo    | 7,01 m      |      |
| 1981 | Europei indoor  | Grenoble          | Salto in lungo | 4ª        | 6,60 m      |      |

## Altre competizioni internazionali
1977
- Bronzo in Coppa del mondo ( Düsseldorf) - 6,48 m

1981
- 4ª in Coppa del mondo ( Roma) - 6,49 m